# John L. Esposito

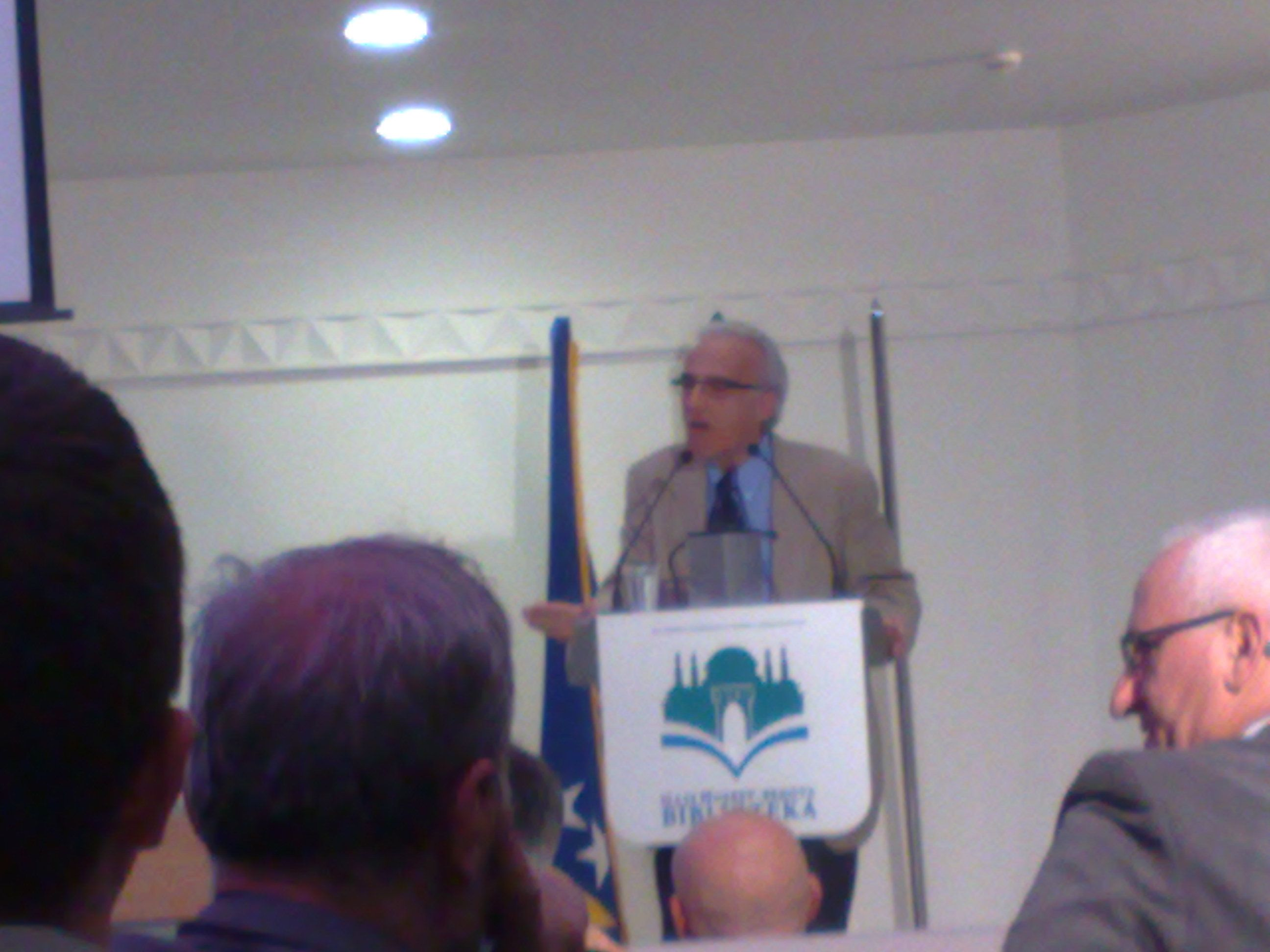
John Esposito, Oktober 2013

John Louis Esposito (* 19. Mai 1940 in Brooklyn, New York City) ist ein US-amerikanischer Islamwissenschaftler. Er ist Professor für internationale Angelegenheiten und Islamische Studien an der Georgetown University in Washington, D.C.

## Leben
Esposito wurde in Brooklyn, New York City geboren, wuchs als römischer Katholik in einer italienisch-amerikanischen Nachbarschaft auf und verbrachte ein Jahrzehnt in einem katholischen Kloster. Nach seinem ersten Abschluss arbeitete er als Managementberater und Lehrer an einer High School. Anschließend erwarb er einen Master in Theologie an der St. John’s University sowie 1974 einen PhD-Abschluss an der Temple University, Pennsylvania in 1974; nach Islamstudien hatte er Postdoc-Stellen in Harvard und Oxford inne. Am jesuitischen College of the Holy Cross in Massachusetts hielt er religionswissenschaftliche Seminare; dort hatte er die Loyola Professur für Studien des Mittleren Ostens inne sowie den Vorsitz über das Zentrum für Internationale Studien. An der Georgetown University ist Esposito Universitätsprofessor und lehrt Religionswissenschaft, Internationale Angelegenheiten und Islamische Studien. 1988 wurde er zum Vorsitzenden der Middle East Studies Association of North America (MESA) gewählt. Ebenso war er u. a. Präsident des American Council for the Study of Islamic Societies. Er erhielt u. a. Auszeichnungen der American Academy of Religion (Martin E. Marty Award for the Public Understanding of Religion 2005), deren Vizepräsident (2012) und Präsident (2013) er zuletzt war. Er ist u. a. Mitglied des EU-Aufklärungsnetzwerks gegen Radikalisierung und Botschafter für die Allianz der Zivilisationen der Vereinten Nationen.
Er ist Mitglied im wissenschaftlichen Beirat des Jahrbuchs für Islamophobieforschung, welches von Farid Hafez herausgegeben wird.

## Veröffentlichungen (Auswahl)

### Nachschlagewerke
- Hg. The Oxford Encyclopedia of the Islamic World, 5 Bände, 2009, ISBN 978-0-19-530513-5
- mit Dalia Mogahed: Who Speaks for Islam? What a Billion Muslims Really Think, 2008, ISBN 978-1-59562-017-0
- Hg. The Oxford History of Islam, 2004, ISBN 0-19-510799-3
- Hg. The Islamic World: Past and Present, 3 Bände, 2004, ISBN 0-19-516520-9
- Hg. The Oxford Encyclopedia of the Modern Islamic World, 4 Bände, 1995, ISBN 0-19-506613-8
- Hg. The Oxford Dictionary of Islam, 1994, ISBN 0-19-512559-2

### Monographien
- mit Tamara Sonn, John O. Voll: Islam and Democracy after the Arab Spring. Oxford University Press, New York 2016, ISBN 978-0-19-514798-8.
- What Everyone Needs to Know About Islam, 1. Aufl. 2002, 2. Aufl. 2011, ISBN 978-0-19-979413-3.
- The Future of Islam, 2010, ISBN 0-19-516521-7.
- Islam: The Straight Path, 1. Aufl. 1988, 3. Aufl. 2004, ISBN 0-19-518266-9.
- Unholy War: Terror in the Name of Islam, 2002, ISBN 0-19-515435-5.
- mit Natana J. Delong-Bas: Women in Muslim Family Law, 2. Aufl. 2002, ISBN 0-8156-2908-7.
- mit John Voll: Makers of Contemporary Islam, 2001, ISBN 0-19-514128-8.
- The Islamic Threat: Myth or Reality?, 3. Aufl. 1999, ISBN 0-19-513076-6.
- Political Islam: Radicalism, Revolution or Reform, 1997, ISBN 1-55587-168-2.

### Sammelbände
- Hg. mit İbrahim Kalın: Islamophobia: The Challenge of Pluralism in the 21st Century, 2011, ISBN 978-0-19-975364-2
- Hg. Islam in Asia: Religion, Politics, & Society, 2006, ISBN 0-19-504082-1
- Hg. mit M. Hakan Yavuz: Turkish Islam and the Secular State: The Gulen Movement. 2003, ISBN 0-8156-3040-9
- Hg. mit Francois Burgat: Modernizing Islam: Religion in the Public Sphere in the Middle East and Europe, 2003, ISBN 0-8135-3198-5
- Hg. mit R.K. Ramazani: Iran at the Crossroads, 2000, ISBN 0-312-23816-9
- Hg. mit Yvonne Yazbeck Haddad: Islam, Gender and Social Change, 1997, ISBN 0-19-511357-8
- Hg. Islam and Politics, 1. Aufl. 1984, 4. Aufl. 1998, ISBN 0-8156-2774-2
- Hg. mit John Voll: Islam and Democracy, 1996, ISBN 0-19-510816-7